# Potencial hídrico
O potencial hídrico reflete o estado termodinâmico da água, ou seja, a energia livre que as moléculas de água possuem para realizar trabalho. A água move-se de regiões em que existe um maior potencial hídrico (existe maior energia disponível na água) para regiões com um menor potencial hídrico.

### Osmose
O conhecido processo da osmose é dependente de um gradiente de potencial hídrico. O potencial hídrico mede a tendência relativa para a água deixar uma localização em favor de outra. A água desloca-se dos sistemas em que a concentração de soluto é menor para os sistemas em que a concentração de soluto é maior, levando a uma equalização da concentração de soluto nos dois sistemas. Assim, podemos dizer que o potencial hídrico é inversamente proporcional à concentração dos solutos, pelo que uma solução mais hipertónica do que uma outra, terá um menor potencial hídrico, e vice-versa. Sucintamente, o potencial hídrico traduz a tendência da água para movimentar-se num determinado sentido.